# Caryospora hermae
Caryospora hermae – gatunek pasożytniczych pierwotniaków należący do rodziny Eimeriidae z podtypu Apicomplexa, które kiedyś były klasyfikowane jako protista. Występuje jako pasożyt węży. C. hermae cechuje się tym iż oocysta zawiera 1 sporocystę. Z kolei każda sporocysta zawiera 8 sporozoitów.
Obecność tego pasożyta stwierdzono u Psammophis sibilans należącego do rodziny połozowatych (Colubridae).

## Sporulowana oocysta
Jest kształtu jajowatego, posiada 2 bezbarwne ściany. Oocysta posiada następujące rozmiary: długość 21 – 24 μm, szerokość 20 – 22 μm. Brak mikropyli, wieczka biegunowego oraz ciałka biegunowego.

## Sporulowana sporocysta i sporozoity
Sporocysty kształtu owoidalnego o długości 16 – 17 μm, szerokości 12 – 13 μm. Występuje ciałko Stieda oraz substieda body (SBB). Brak parastieda body (PSB).